# Eric Botteghin
Eric Botteghin (ur. 31 sierpnia 1987 w São Paulo) – brazylijski piłkarz grający w holenderskim zespole Feyenoord Roterdam. Na boisku głównie występuje jako środkowy obrońca.